# Drum național 17A
Der Drum național 17A (rumänisch für „Nationalstraße 17A“, kurz DN17A) ist eine Hauptstraße in Rumänien.

## Verlauf
Die Straße zweigt zwischen Pojorâta und Câmpulung Moldovenesc nach Norden vom Drum național 17 (Europastraße 58) ab und führt an zwei bekannten Moldauklöstern über Vatra Moldoviței, den Pass Pasul Ciumârna (⊙; 1109 m) und Sucevița vorbei nach Marginea, wo sie den Drum național 2E kreuzt, und weiter in die Stadt Rădăuți (Radautz), wo der Drum național 2H gekreuzt wird, und schließlich nach Bălcăuți. Dort endet sie am Drum național 2 (zugleich Europastraße 85).
Die Länge der Straße beträgt rund 93 Kilometer.